# Aspen HYSYS
Aspen HYSYS (hay đơn giản là HYSYS) là một phần mềm mô phỏng các quá trình hóa học, được sử dụng để mô hình hóa các quá trình hóa học, đơn vị vận hành trong ngành kỹ thuật hóa học, các nhà máy hóa chất, nhà máy lọc dầu.  HYSYS có thể thực hiện nhiều phép tính thuộc chuyên ngành kỹ thuật hóa học, bao gồm những tính toán liên quan đến cân bằng khối lượng, cân bằng năng lượng, cân bằng hơi-lỏng, sự truyền nhiệt, sự truyền khối, động học hóa học, sự phân đoạn và sự giảm áp suất.  HYSYS được sử dụng rộng rãi trong công nghiệp và trong học thuật nhằm mô phỏng các trạng thái ổn định và cân bằng động, thiết kế quy trình, mô hình hiệu suất và tối ưu hóa chúng.

## Từ nguyên
Tên "HYSYS" là từ ghép giữa " Hyprotech" (tên công ty tạo ra phần mềm) và Systems (hệ thống).

## Lịch sử
HYSYS lần đầu tiên được viết và hình thành bởi công ty Hyprotech (Canada), được các nhà nghiên cứu từ Đại học Calgary thành lập.  Tập tham chiếu phần mềm HYSYS phiên bản 1.1 ra mắt năm 1996.  Tháng 5 năm 2002, AspenTech mua lại Hyprotech, bao gồm HYSYS.  Sau phán quyết năm 2004 của Ủy ban Thương mại Liên bang Hoa Kỳ, AspenTech buộc phải thoái vốn tài sản Hyprotech của mình, bao gồm cả mã nguồn HYSYS, và bán chúng cho Honeywell. Honeywell thuê một số nhà phát triển phần mềm HYSYS, cuối cùng huy động các nhà phát triển này sản xuất ra UniSim. Thỏa thuận thoái vốn quy định rằng Aspentech giữ thị trường và phát triển hầu hết các sản phẩm của Hyprotech (bao gồm HYSYS), miễn phí bản quyền. Cuối năm 2016, AspenTech tiếp tục sản xuất và nâng cấp phần mềm HYSYS.